# Stadjer
Stadjer (ook stadjeder) is een Groningse benaming voor een bewoner van de stad Groningen, oftewel Groninger. Letterlijk betekent stadjer iemand die in Stad (Groningen) woont. De benaming Stad (zonder lidwoord) houdt verband met de naam van het Groningse gewest Stad en Lande tijdens de Republiek der Zeven Verenigde Nederlanden (1594-1798).
Vaak wordt het woord ook gebruikt om verschil te maken tussen studenten (vooral als die buiten de stad zijn opgegroeid en voor hun studie naar de stad zijn gekomen) en niet-studenten (de stadjers; als equivalent hiervan wordt in andere studentensteden het woord "burgers" gebruikt).
Stadjers hebben een eigen dialect van het Gronings, namelijk het Stadsgronings.
Stadjers hebben de bijnaam mollebonen, of ook wel kluinkoppen / kluunkoppen (naar het Groninger kluinbier, in het Gronings: kluunbier).